# Tweede Kamerverkiezingen in het kiesdistrict Appingedam (1850-1888)
Tweede Kamerverkiezingen in het kiesdistrict Appingedam (1850-1888) geeft een overzicht van verkiezingen voor de Nederlandse Tweede Kamer in het kiesdistrict Appingedam in de periode 1850-1888.
Het kiesdistrict Appingedam was al ingesteld in 1848. De indeling van het kiesdistrict werd in 1850 gewijzigd bij de invoering van de Kieswet. Tot het kiesdistrict behoorden vanaf dat moment de volgende gemeenten: Appingedam, 
Beerta, Bellingwolde, Bierum, Delfzijl, Finsterwolde, Kantens, Loppersum, Meeden, Middelstum, Midwolda, Muntendam, Nieuwe Pekela, Nieuweschans, Nieuwolda, Noordbroek, Oude Pekela, Scheemda, Slochteren, Stedum, Ten Boer, Termunten, Uithuizen, Uithuizermeeden, Usquert, Veendam, Wildervank, Winschoten, 't Zandt en Zuidbroek.
In 1858 werd de indeling van het kiesdistrict gewijzigd. De gemeenten Kantens, Middelstum en Usquert werden toegevoegd aan het kiesdistrict Zuidhorn. Tevens werd een gedeelte van het kiesdistrict Assen (de gemeenten Onstwedde, Vlagtwedde en Wedde) toegevoegd aan het kiesdistrict Appingedam.
In 1864 werd de indeling van het kiesdistrict wederom gewijzigd. De gemeenten Bellingwolde, Nieuwe-Pekela, Onstwedde, Oude-Pekela, Veendam, Vlagtwedde, Wedde, Wildervank en Winschoten werden toegevoegd aan het kiesdistrict Winschoten. Tevens werd een gedeelte van de kiesdistricten Groningen (de gemeenten Hoogezand en Sappemeer) en Zuidhorn (de gemeenten Baflo, Bedum en Warffum) toegevoegd aan het kiesdistrict Appingedam.
In 1869 werd de indeling van het kiesdistrict wederom gewijzigd. De gemeente Ten Boer werd toegevoegd aan het kiesdistrict Groningen en de gemeente Baflo aan het kiesdistrict Zuidhorn.
In 1878 werd de indeling van het kiesdistrict wederom gewijzigd. De gemeenten Hoogezand, Meeden, Muntendam, Sappemeer en Scheemda werden toegevoegd aan het kiesdistrict Winschoten. Tevens werd een gedeelte van het kiesdistrict Zuidhorn (de gemeenten Adorp, Baflo, Bedum, Eenrum, Kloosterburen, Noorddijk, en Winsum) toegevoegd aan het kiesdistrict Appingedam.
Het kiesdistrict Appingedam was in deze periode een meervoudig kiesdistrict: het vaardigde twee leden af naar de Tweede Kamer. Om de twee jaar trad een van de leden af; er werd dan een periodieke verkiezing gehouden voor de vrijgevallen zetel. Bij algemene verkiezingen (na ontbinding van de Tweede Kamer) bracht elke kiezer twee stemmen uit. Om in de eerste verkiezingsronde gekozen te worden moest een kandidaat minimaal de districtskiesdrempel behalen; indien nodig werd een tweede ronde gehouden.
Legenda
- cursief: in de eerste verkiezingsronde geplaatst voor de tweede ronde;
- vet: gekozen als lid van de Tweede Kamer.

## 27 augustus 1850
De verkiezingen waren algemene verkiezingen; zij werden gehouden na ontbinding van de Tweede Kamer na inwerkingtreding van de Kieswet.
|                     | 27 augustus |
| ------------------- | ----------- |
| Kiesgerechtigden    | 2.918       |
| Opkomst             | 1.478       |
| Geldige stemmen     | 2.916       |
| Blanco stemmen      | 7           |
| Kiesdrempel         | 729         |
| Kandidaten          |             |
| J.F. Zijlker        | 1.335       |
| R. Westerhoff       | 1.128       |
| E.J.T. van der Hoop | 114         |
| P.W. Wiertsema      | 109         |
| G. Diephuis         | 68          |
| G. Reinders         | 47          |

## 8 juni 1852
De verkiezingen waren periodieke verkiezingen; zij werden gehouden vanwege de afloop van de zittingstermijn van een gekozen lid.
|                         | 8 juni |
| ----------------------- | ------ |
| Kiesgerechtigden        | 2.987  |
| Opkomst                 | 1.131  |
| Geldige stemmen         | 832    |
| Blanco stemmen          | 5      |
| Kandidaten              |        |
| R. Westerhoff           | 694    |
| G. Groen van Prinsterer | 75     |

## 17 mei 1853
De verkiezingen waren algemene verkiezingen; zij werden gehouden na ontbinding van de Tweede Kamer.
|                         | 17 mei |
| ----------------------- | ------ |
| Kiesgerechtigden        | 2.937  |
| Opkomst                 | 1.558  |
| Geldige stemmen         | 3.003  |
| Blanco stemmen          | 119    |
| Kiesdrempel             | 751    |
| Kandidaten              |        |
| R. Westerhoff           | 1.087  |
| J.F. Zijlker            | 880    |
| G. Diephuis             | 533    |
| L.J. Vos                | 208    |
| G. Groen van Prinsterer | 94     |
| O.Q.J.J. van Swinderen  | 52     |
| J. Smit                 | 0      |

## 13 juni 1854
De verkiezingen waren periodieke verkiezingen; zij werden gehouden vanwege de afloop van de zittingstermijn van een gekozen lid.
|                        | 13 juni |
| ---------------------- | ------- |
| Kiesgerechtigden       | 2.937   |
| Opkomst                | 1.333   |
| Geldige stemmen        | 1.322   |
| Blanco stemmen         | 10      |
| Kandidaten             |         |
| J.F. Zijlker           | 922     |
| G. Diephuis            | 237     |
| O.Q.J.J. van Swinderen | 149     |

## 10 juni 1856
De verkiezingen waren periodieke verkiezingen; zij werden gehouden vanwege de afloop van de zittingstermijn van een gekozen lid.
|                         | 10 juni |
| ----------------------- | ------- |
| Kiesgerechtigden        | 3.032   |
| Opkomst                 | 925     |
| Geldige stemmen         | 913     |
| Blanco stemmen          | 7       |
| Kandidaten              |         |
| R. Westerhoff           | 802     |
| G. Groen van Prinsterer | 58      |

## 8 juni 1858
De verkiezingen waren periodieke verkiezingen; zij werden gehouden vanwege de afloop van de zittingstermijn van een gekozen lid.
|                   | 8 juni |
| ----------------- | ------ |
| Kiesgerechtigden  | 3.088  |
| Opkomst           | 1.104  |
| Geldige stemmen   | 1.093  |
| Blanco stemmen    | 10     |
| Kandidaten        |        |
| J.F. Zijlker      | 894    |
| E. van Loon       | 107    |
| J.D. Lewe Quintus | 65     |

## 12 juni 1860
De verkiezingen waren periodieke verkiezingen; zij werden gehouden vanwege de afloop van de zittingstermijn van een gekozen lid.
|                  | 12 juni |
| ---------------- | ------- |
| Kiesgerechtigden | 3.138   |
| Opkomst          | 822     |
| Geldige stemmen  | 805     |
| Blanco stemmen   | 4       |
| Kandidaten       |         |
| R. Westerhoff    | 743     |

## 10 juni 1862
De verkiezingen waren periodieke verkiezingen; zij werden gehouden vanwege de afloop van de zittingstermijn van een gekozen lid.
|                        | 10 juni |
| ---------------------- | ------- |
| Kiesgerechtigden       | 3.201   |
| Opkomst                | 1.272   |
| Geldige stemmen        | 1.256   |
| Blanco stemmen         | 4       |
| Kandidaten             |         |
| J.F. Zijlker           | 892     |
| E. van Loon            | 242     |
| O.Q.J.J. van Swinderen | 111     |

## 14 juni 1864
De verkiezingen waren periodieke verkiezingen; zij werden gehouden vanwege de afloop van de zittingstermijn van een gekozen lid.
|                        | 14 juni |
| ---------------------- | ------- |
| Kiesgerechtigden       | 3.014   |
| Opkomst                | 1.132   |
| Geldige stemmen        | 1.122   |
| Blanco stemmen         | 3       |
| Kandidaten             |         |
| R. Westerhoff          | 683     |
| O.Q.J.J. van Swinderen | 272     |

## 12 juni 1866
De verkiezingen waren periodieke verkiezingen; zij werden gehouden vanwege de afloop van de zittingstermijn van een gekozen lid.
|                  | 12 juni |
| ---------------- | ------- |
| Kiesgerechtigden | 3.058   |
| Opkomst          | 1.075   |
| Geldige stemmen  | 1.056   |
| Blanco stemmen   | 8       |
| Kandidaten       |         |
| J.F. Zijlker     | 705     |
| B.J. Gratama     | 168     |
| E. van Loon      | 105     |

## 30 oktober 1866
De verkiezingen waren algemene verkiezingen; zij werden gehouden na ontbinding van de Tweede Kamer.
|                        | 30 oktober |
| ---------------------- | ---------- |
| Kiesgerechtigden       | 3.058      |
| Opkomst                | 1.814      |
| Geldige stemmen        | 3.584      |
| Blanco stemmen         | 34         |
| Kiesdrempel            | 896        |
| Kandidaten             |            |
| R. Westerhoff          | 1.256      |
| J.F. Zijlker           | 1.125      |
| B.J. Gratama           | 481        |
| O.Q.J.J. van Swinderen | 412        |
| E. van Loon            | 234        |

## 22 januari 1868
De verkiezingen waren algemene verkiezingen; zij werden gehouden na ontbinding van de Tweede Kamer.
|                         | 22 januari |
| ----------------------- | ---------- |
| Kiesgerechtigden        | 3.113      |
| Opkomst                 | 1.507      |
| Geldige stemmen         | 2.969      |
| Blanco stemmen          | 31         |
| Kiesdrempel             | 742        |
| Kandidaten              |            |
| R. Westerhoff           | 1.016      |
| J.F. Zijlker            | 923        |
| G. Groen van Prinsterer | 420        |
| B.J. Gratama            | 418        |
| E. van Loon             | 154        |

## 31 maart 1868
Jan Zijlker, gekozen bij de verkiezingen van 22 januari 1868, overleed op 2 maart 1868 nog voordat hij geïnstalleerd was. Om in de ontstane vacature te voorzien werd een naverkiezing gehouden.
|                      | 31 maart | 14 april |
| -------------------- | -------- | -------- |
| Kiesgerechtigden     | 3.113    | 3.113    |
| Opkomst              | 1.584    | 1.741    |
| Geldige stemmen      | 1.576    | 1.722    |
| Blanco stemmen       | 7        | 15       |
| Kiesdrempel          | 788      | 861      |
| Kandidaten           |          |          |
| D. de Ruiter Zijlker | 770      | 1.062    |
| B.J. Gratama         | 406      | 660      |
| E. van Loon          | 384      |          |

## 8 juni 1869
De verkiezingen waren periodieke verkiezingen; zij werden gehouden vanwege de afloop van de zittingstermijn van een gekozen lid.
|                  | 8 juni |
| ---------------- | ------ |
| Kiesgerechtigden | 2.868  |
| Opkomst          | 1.394  |
| Geldige stemmen  | 1.383  |
| Blanco stemmen   | 4      |
| Kandidaten       |        |
| R. Westerhoff    | 969    |
| B.J. Gratama     | 402    |

## 13 juni 1871
De verkiezingen waren periodieke verkiezingen; zij werden gehouden vanwege de afloop van de zittingstermijn van een gekozen lid.
|                      | 13 juni |
| -------------------- | ------- |
| Kiesgerechtigden     | 2.939   |
| Opkomst              | 981     |
| Geldige stemmen      | 966     |
| Blanco stemmen       | 14      |
| Kandidaten           |         |
| D. de Ruiter Zijlker | 633     |
| A. Kuyper            | 279     |

## 10 juni 1873
De verkiezingen waren periodieke verkiezingen; zij werden gehouden vanwege de afloop van de zittingstermijn van een gekozen lid.
|                  | 10 juni |
| ---------------- | ------- |
| Kiesgerechtigden | 2.968   |
| Opkomst          | 1.245   |
| Geldige stemmen  | 1.232   |
| Blanco stemmen   | 3       |
| Kandidaten       |         |
| R. Westerhoff    | 939     |
| A. Kuyper        | 275     |

## 21 april 1874
Rembertus Westerhoff, gekozen bij de verkiezingen van 10 juni 1873, overleed op 25 maart 1874. Om in de ontstane vacature te voorzien werd een tussentijdse verkiezing gehouden.
|                                         | 21 april |
| --------------------------------------- | -------- |
| Kiesgerechtigden                        | 2.968    |
| Opkomst                                 | 1.994    |
| Geldige stemmen                         | 1.981    |
| Blanco stemmen                          | 7        |
| Kandidaten                              |          |
| J. Schepel                              | 1.253    |
| A.J. Thomassen à Thuessink van der Hoop | 724      |

## 8 juni 1875
De verkiezingen waren periodieke verkiezingen; zij werden gehouden vanwege de afloop van de zittingstermijn van een gekozen lid.
|                                         | 8 juni |
| --------------------------------------- | ------ |
| Kiesgerechtigden                        | 3.064  |
| Opkomst                                 | 1.690  |
| Geldige stemmen                         | 1.671  |
| Blanco stemmen                          | 11     |
| Kandidaten                              |        |
| D. de Ruiter Zijlker                    | 1.152  |
| A.J. Thomassen à Thuessink van der Hoop | 489    |

## 12 juni 1877 (tussentijds)
Derk de Ruiter Zijlker, gekozen bij de verkiezingen van 8 juni 1875, trad op 15 mei 1877 af vanwege zijn benoeming als kantonrechter. Om in de ontstane vacature te voorzien werd een tussentijdse verkiezing gehouden.
|                                         | 12 juni |
| --------------------------------------- | ------- |
| Kiesgerechtigden                        | 3.178   |
| Opkomst                                 | 1.274   |
| Geldige stemmen                         | 1.257   |
| Blanco stemmen                          | 12      |
| Kandidaten                              |         |
| D. de Ruiter Zijlker                    | 809     |
| A. Brummelkamp                          | 272     |
| J. Freseman Viëtor                      | 59      |
| A.J. Thomassen à Thuessink van der Hoop | 40      |
| M. van der Tuuk                         | 34      |

## 12 juni 1877 (periodiek)
De verkiezingen waren periodieke verkiezingen; zij werden gehouden vanwege de afloop van de zittingstermijn van een gekozen lid.
|                                         | 12 juni |
| --------------------------------------- | ------- |
| Kiesgerechtigden                        | 3.178   |
| Opkomst                                 | 1.274   |
| Geldige stemmen                         | 1.264   |
| Blanco stemmen                          | 6       |
| Kandidaten                              |         |
| J. Schepel                              | 872     |
| A.J. Thomassen à Thuessink van der Hoop | 299     |

## 10 juni 1879
De verkiezingen waren periodieke verkiezingen; zij werden gehouden vanwege de afloop van de zittingstermijn van een gekozen lid.
|                                         | 10 juni |
| --------------------------------------- | ------- |
| Kiesgerechtigden                        | 3.376   |
| Opkomst                                 | 965     |
| Geldige stemmen                         | 952     |
| Blanco stemmen                          | 8       |
| Kandidaten                              |         |
| D. de Ruiter Zijlker                    | 661     |
| A.J. Thomassen à Thuessink van der Hoop | 263     |

## 14 juni 1881
De verkiezingen waren periodieke verkiezingen; zij werden gehouden vanwege de afloop van de zittingstermijn van een gekozen lid.
|                  | 14 juni |
| ---------------- | ------- |
| Kiesgerechtigden | 3.379   |
| Opkomst          | 1.301   |
| Geldige stemmen  | 1.284   |
| Blanco stemmen   | 13      |
| Kandidaten       |         |
| J. Schepel       | 764     |
| B.J. Gratama     | 477     |

## 12 juni 1883
De verkiezingen waren periodieke verkiezingen; zij werden gehouden vanwege de afloop van de zittingstermijn van een gekozen lid.
|                      | 12 juni |
| -------------------- | ------- |
| Kiesgerechtigden     | 3.346   |
| Opkomst              | 1.582   |
| Geldige stemmen      | 1.566   |
| Blanco stemmen       | 11      |
| Kandidaten           |         |
| D. de Ruiter Zijlker | 836     |
| J.G. Nederhoed       | 644     |
| G.C. Steijnis        | 59      |

## 28 oktober 1884
De verkiezingen waren algemene verkiezingen; zij werden gehouden na ontbinding van de Tweede Kamer.
|                         | 28 oktober |
| ----------------------- | ---------- |
| Kiesgerechtigden        | 3.368      |
| Opkomst                 | 2.023      |
| Geldige stemmen         | 3.993      |
| Blanco stemmen          | 36         |
| Kiesdrempel             | 998        |
| Kandidaten              |            |
| J. Schepel              | 1.349      |
| D. de Ruiter Zijlker    | 1.334      |
| M.A. de Savornin Lohman | 646        |
| J.G. Nederhoed          | 642        |

## 15 juni 1886
De verkiezingen waren algemene verkiezingen; zij werden gehouden na ontbinding van de Tweede Kamer.
|                         | 15 juni |
| ----------------------- | ------- |
| Kiesgerechtigden        | 3.537   |
| Opkomst                 | 2.299   |
| Geldige stemmen         | 4.554   |
| Blanco stemmen          | 36      |
| Kiesdrempel             | 1.139   |
| Kandidaten              |         |
| J. Schepel              | 1.517   |
| D. de Ruiter Zijlker    | 1.507   |
| W.H. de Savornin Lohman | 732     |
| P.H. Dijkhuis           | 730     |

## 1 september 1887
De verkiezingen waren algemene verkiezingen; zij werden gehouden na ontbinding van de Tweede Kamer.
|                         | 1 september |
| ----------------------- | ----------- |
| Kiesgerechtigden        | 3.432       |
| Opkomst                 | 1.783       |
| Geldige stemmen         | 3.542       |
| Blanco stemmen          | 22          |
| Kiesdrempel             | 886         |
| Kandidaten              |             |
| D. de Ruiter Zijlker    | 1.225       |
| J. Schepel              | 1.221       |
| W.H. de Savornin Lohman | 529         |
| P.H. Dijkhuis           | 525         |

## Voortzetting
Na de grondwetsherziening van 1887 werden de meervoudige kiesdistricten opgeheven; het kiesdistrict Appingedam werd derhalve omgezet in een enkelvoudig kiesdistrict. De gemeenten Bedum, Noorddijk en Slochteren werden toegevoegd aan het kiesdistrict Groningen, de gemeenten Beerta, Finsterwolde, Midwolda, Nieuweschans, Nieuwolda, Noordbroek, Termunten en Zuidbroek aan het kiesdistrict Winschoten en de gemeenten Adorp, Kloosterburen en Winsum aan het kiesdistrict Zuidhorn. Een gedeelte van het kiesdistrict Zuidhorn (de gemeenten Kantens, Middelstum en Usquert) werd toegevoegd aan het kiesdistrict Appingedam.